# Bray Wyatt

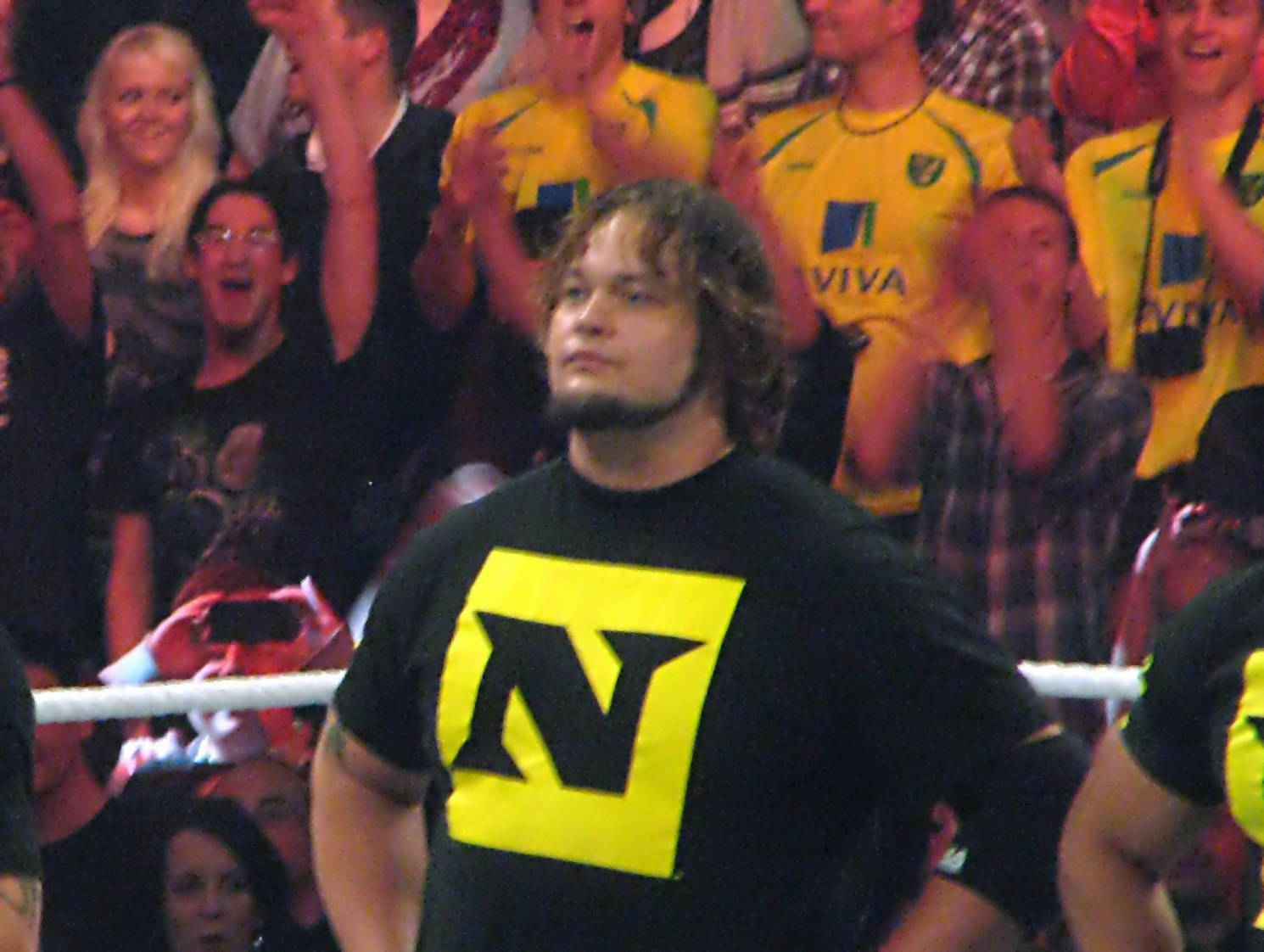
Windham Rotunda a Nexus tagjaként, 2010

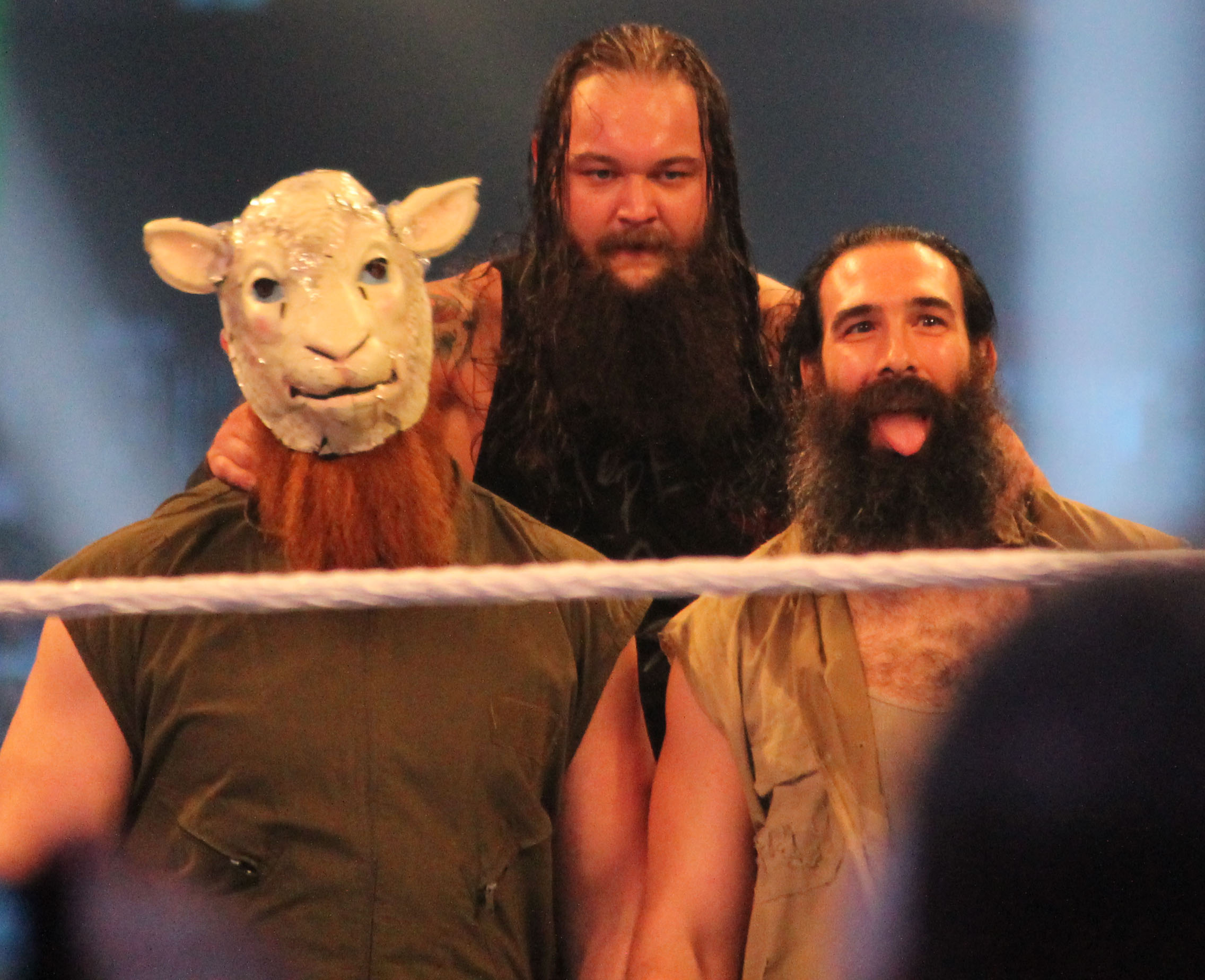
A Wyatt Család; balról jobbra: Erick Rowan, Bray Wyatt és Luke Harper, 2014

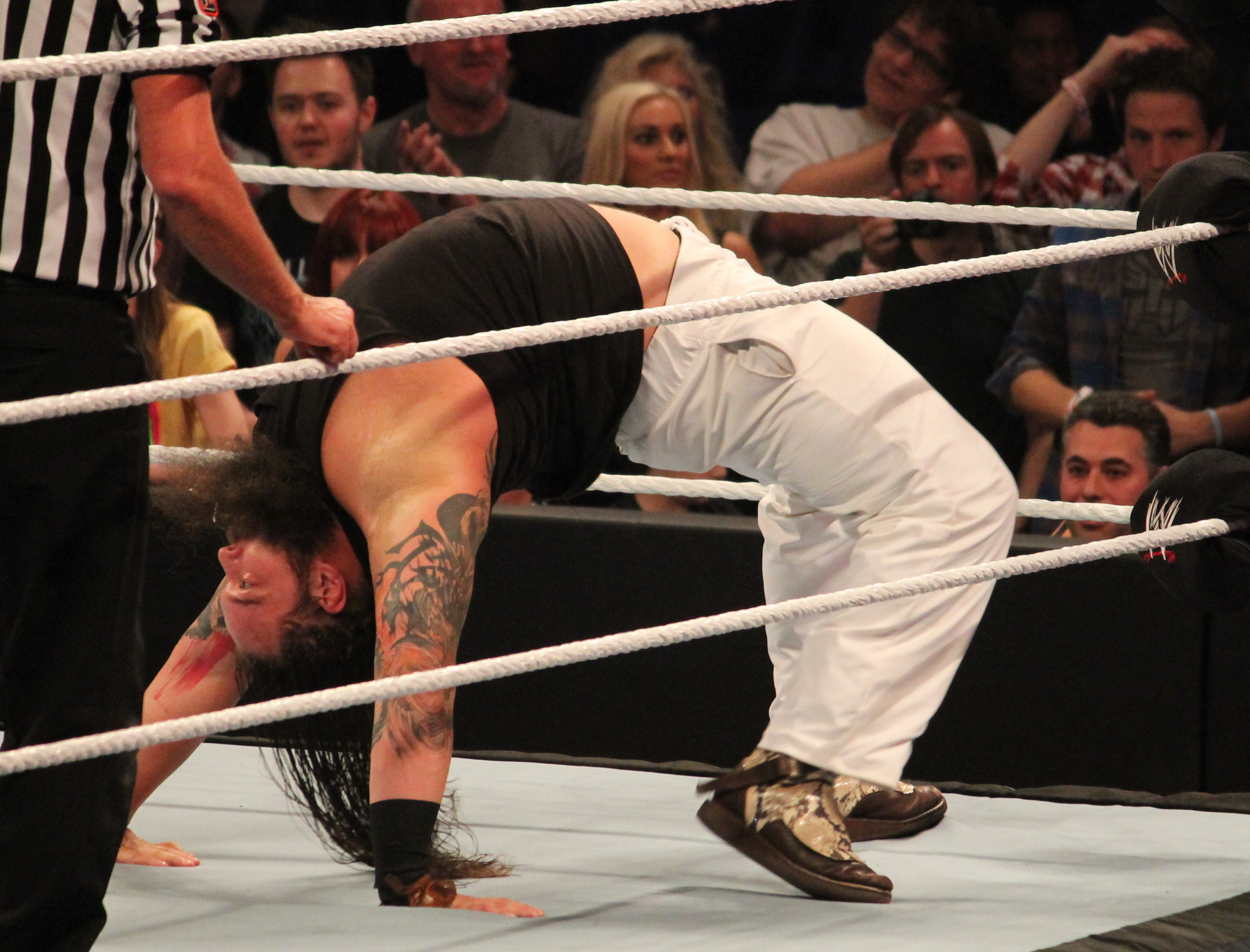
Bray Wyatt jellegzetes mozdulata

Windham Lawrence Rotunda, ismertebb nevén Bray Wyatt (Brooksville, 1987. május 23. – 2023. augusztus 24.) amerikai pankrátor. A WWE-nél korábban Husky Harris néven birkózott, és tagja volt a Nexus nevű csapatnak. Öccsével, Bo Dallas-szal kétszer nyerte meg az FCW Florida Tag Team bajnoki címet. A WWE-vel állt szerződésben; ringneve Bray Wyatt, a Wyatt Család csapat vezetője volt.

## Profi pankrátor karrier
Rotunda a floridai Hernando Gimnáziumba járt. 2005-ben megnyerte az állami birkózó bajnokságot a 275 font (125 kg) kategóriában, majd leérettségizett. A főiskolán töltött éveiben futballozott; többek között labdarúgó-ösztöndíjat is nyert. Lediplomázott, majd eldöntötte, hogy birkózással szeretne foglalkozni. A Florida Championship Wrestlingnél (FCW) 2009 áprilisában debütált Alex Rotundo néven, majd később megváltoztatta a nevét Duke Rotundora. 2009 júniusában összeállt testvérével, Bo Rotundoval, és megalapították a "Rotundo Testvérek" (The Rotundo Brothers) nevű csapatot. Megnyerték az FCW Florida Tag Team bajnoki övet, majd 2010 júniusában Rotunda átkerült az NXT második évadába, ahol Husky Harris-re módosította nevét.
A 2010-es Hell in a Cell rendezvényen Harris és Michael McGillicutty megtámadta John Cenat, így Wade Barrett nyert. Ennek hatására beléptek Barrett csapatába, a Nexus-ba. A Nexus tagjai számos pankrátort megtámadtak, hiszen tulajdonképp ez egy lázadás volt a WWE ellen. 2011 januárjában CM Punk vette át a Nexus irányítását, de Harris továbbra is a csapat tagja lehetett. 2011 márciusában Rotunda visszatért az FCW-be, majd debütált új karakterével, a hokimaszkot viselő Axel Mulligannel.
2011 augusztusában visszatért a Husky Harris karakteréhez, majd öccsével összefogott Lucky Cannon és Damien Sandow ellen. Ismét megnyerték a FCW Florida Tag Team bajnoki övet, de 42 nap után, 2012. március 15-én Corey Graves és Jake Carter elvette tőlük a címet. 2012 áprilisában Rotunda debütált egy új karakterével, Bray Wyatt-el az FCW-ben. Wyatt-ot egy gonosz szekta vezetőjének ábrázolják, aki azt hiszi magáról, hogy több benne a szörny, mint az emberi vonás. Júliusban Wyatt mellizom sérülést szenvedett, s emiatt műtéti beavatkozásra volt szükség. Első mérkőzése 2013. február 21-én volt az NXT-ben, ahol legyőzte Yoshi Tatsu-t. Eközben megalakult a Wyatt Család nevű csapat; társai Luke Harper és Erick Rowan lett. Harcoltak az NXT Tag Team bajnoki övért, de nem tudták megszerezni. A WWE 2013. május 27-től reklámozni kezdte a Wyatt Család promó videóját. Első meccsük július 8-án volt a RAW-on, ahol Kane-t támadták meg. A Wyatt Család tagjai tovább folytatták a pankrátorok megtámadását; köztük R-Truth-t, Justin Gabriel-t, Drew McIntyre-t, Heath Slater-t és Jinder Mahal-t; majd rejtélyesen azt kiabálták, hogy "Kövesd az ölyveket!".
Wyatt a 2013-as SummerSlam-en összecsapott Kane-el egy "Ring of Fire" meccsen, amit meg is nyert. Wyatt következő célpontja Kofi Kingston volt; majd október végén CM Punk-al és Daniel Bryan-el keveredett viszályba. Bryan a támadások következtében rövid ideig, de beállt Wyatt csapatába; majd miután kilépett, hosszas viszályba került Bray Wyatt-el. A Wyatt család következő célpontja John Cena lett, akit egy címmeccsen tettek ártalmatlanná. 2014 januárjában a Pajzs (Dean Ambrose, Seth Rollins, Roman Reigns) nevű csapattal rivalizáltak, majd Wyatt ismét John Cena-t, valamint a nemrég visszatérő Chris Jericho-t vette célkeresztbe. Az év végén egy rövid viszálya volt Dean Ambrose-al is, majd Wyatt 2015-ben kihívta az Undertaker-t WrestleMania 31-re. Augusztusban Wyatt csapata egy új taggal bővült, Braun Strowman-al. 2015 novemberében kikaptak a Brothers of Destruction (Undertaker és Kane) nevű csapattól; de decemberben legyőzték az ECW Originals (Bubba Ray Dudley, D-Von Dudley, Tommy Dreamer és Rhyno) nevű csapatot.
2016 áprilisában a Népszövetség (The League of Nations) nevű csapattal (Sheamus, Alberto Del Rio, King Barrett, Rusev) rivalizáltak, majd kis kihagyás után, június 20-án tértek vissza, ahol a WWE Tag Team bajnok csapatot, a The New Day-t (Big E, Kofi Kingston, Xavier Woods) vették célkeresztbe. Júliusban a WWE Draft-on Wyatt, Rowan és Harper átkerült a SmackDown-ra, míg Strowman innentől kezdve a RAW csapatát erősítette. Wyatt ezt követően Randy Orton ellen kezdett el rivalizálni, majd le is győzte őt a "Backlash"-en, valamint a "No Mercy"-n is. Végül kibékültek, egyesítették erejüket, és a decemberi TLC rendezvényen megnyerték a WWE SmackDown Tag Team bajnoki címet Heath Slater és Rhyno ellen.
2019 nyarán visszatért, The  Firefly Funhouse keretében bemutatta az új, dual karakterét, akit The Fiend-nek nevezett el. Célba vette a Hall of Famereket, Mick Foleyt, Kurt Anglet, Kane-t. Első meccse Finn Bálor ellen volt a 2019-es Summer Slamen, amit megnyert. Aztán feudoltatták Seth Rollinssal, első meccsük The Hell in a Cellen volt, ahol a bíró Wyatt kritikus állapotára hivatkozva leállíttatta a mérkőzést. Később, Seth Rollinssal visszavágót kapott The Crown Jewelen, Saudi-Arabiaban, ahol megszerezte a Universal Championship titlet.
A WWE draft során a WWEFOX alkalmazásába került, ugyanis draftolták a Friday night Smackdown brandbe. Azóta meccseket vívott The Miz, és Daniel Bryannel, akivel jelenleg is tart a Feudjuk, és Royal Rumble-on mérkőznek a Universal Title-ért.

## Eredményei
FCW Florida Tag Team Championship (2x)
- 2009.07.23.: Csapattársával, Bo Rotundo-val győztek az FCW TV Tapings-on.
- 2012.02.02.: Csapattársával, Bo Rotundo-val győztek az FCW TV Tapings-on.

WWE SmackDown Tag Team Championship (1x)
- 2016.12.04.: Luke Harper-el és Randy Ortonal legyőzték a TLC-n Heath Slater-t és Rhyno-t.

Díjak és elismerések
- Az év viszálya (2010) – Nexus vs WWE
- Az év leggyűlöltebb pankrátora (2010) – A Nexus tagjaként.
- Legjobb gimmick (2013) – A Wyatt Család tagjaként.
- Az év meccse (2014) – John Cena és az Uso ikrek ellen egy Last Man Standing meccs a Payback-en.
- PWI közönség rangsor szerint a 6. helyet érte el az 500-ból. (2014)
- 2019. június Crown Jewel: Pinelte Seth Rollinst és megszerezte az Universal Championshipet, azóta is regnáló bajnok

## Bevonuló zenéi
- 12 Stones – "We Are One" (The Nexus tagjaként)
- Killswitch Engage – "This Fire Burns" (The New Nexus tagjaként)
- Kinfoke – "Kuntry 2 the Core" (NXT-ben)
- Mark Crozer – "Live In Fear" (2012. április 22. – 2019 év elejéig)
- The Fiend" Bray Wyatt – Let Me In (Entrance Theme) feat. Code Orange ( 2019 nyarától napjainkig)

## Mozdulatai
- Abigél nővér (Sister Abigail)
- Suplex
- Testdobás (Running body block, Body avalanche)
- Ruhaszárító kötél (Short-arm clothesline)
- Mandible Claw

## Külleme és kellékei
Bray Wyatt kezdetekben egy hintaszékben jelent meg a ring mellett; jelenleg pedig teljes sötétségben vonul be úgy, hogy kezében egy lámpást tart. Ezzel egy mozgalmat indított el, hiszen a vele szimpatizáns rajongók a telefonjukkal, vagy egyéb eszközökkel világítanak a bevonulás alatt. Bray Wyatt fehér nadrágot, valamint színes, tarka inget és fekete trikót visel. Fején egy szalmakalap van; arcát pedig – mint minden Wyatt-családtagét – hosszú szakáll borítja. Karjain tetoválás figyelhető meg.
Új karaktere egy képzeletbeli házban került bemutatásra, amit The Firefly Funhousenak neveztek el. Ez a ház az ő safe-space-je, ahol barátaival Ramblin Rabittal, Abby the Witch-csel, Huskus the Pigboy-jal, Mery the Buzzarddal, és Vince Mcmahon "the Boss" babákkal együtt érzi jól magát. Mint kiderült, ez az ő elméjének egy "hazugsága", ami elfedi a valódi pszichopata, sötét énjét. Aki egy elméjében létező démon, és mindig azt mondja "Let Him In", utalva arra, hogy engedjétek szabadjára az elméteket.

## Magánélete
Bray Wyatt harmadik generációs profi birkózó; nagyapja Blackjack Mulligan, apja Mike Rotunda, két nagybátyja (Barry Windham és Kendall Windham) is pankrátor volt. Öccse, Taylor Rotunda is a WWE-nél dolgozik, az ő ringneve Bo Dallas. Rotunda rajong az Oakland Raiders nevű amerikaifutball-csapatért.

## Fordítás
Ez a szócikk részben vagy egészben  a   Bray_Wyatt című angol Wikipédia-szócikk fordításán alapul.  Az eredeti cikk szerkesztőit annak laptörténete sorolja fel. Ez a jelzés csupán a megfogalmazás eredetét és a szerzői jogokat jelzi, nem szolgál a cikkben szereplő információk forrásmegjelöléseként.